# ریک ویت
ریک ویت (به انگلیسی: Ric Waite؛ زادهٔ ۱۰ ژوئیهٔ ۱۹۳۳ – درگذشتهٔ ۱۸ فوریه ۲۰۱۲) فیلم‌بردار اهل ایالات متحده آمریکا بود. وی چهار بار نامزد دریافت جایزه امی شده بود. در سال ۱۹۷۶، وی برای کارش در مینی‌سریال سران و سلاطین شبکه تلویزیونی ان‌بی‌سی برنده جایزه امی شد.